# Líha
Líha je malá vesnice, část obce Suchodol v okrese Příbram ve Středočeském kraji. Nachází se asi 1,5 kilometru západně od Suchodola. Je zde evidováno 27 adres. V roce 2011 zde trvale žilo osmdesát obyvatel.
Líha leží v katastrálním území Liha o rozloze 3,41 km².

## Historie
První písemná zmínka o vesnici pochází z roku 1336.

## Obyvatelstvo
| Rok            | 1869 | 1880 | 1890 | 1900 | 1910 | 1921 | 1930 | 1950 | 1961 | 1970 | 1980 | 1991 | 2001 | 2011 | 2021 |
| -------------- | ---- | ---- | ---- | ---- | ---- | ---- | ---- | ---- | ---- | ---- | ---- | ---- | ---- | ---- | ---- |
| Počet obyvatel | 132  | 109  | 109  | 124  | 100  | 99   | 96   | 89   | 80   | 65   | 58   | 68   | 84   | 80   | 94   |
| Počet domů     | 19   | 19   | 19   | 18   | 20   | 20   | 22   | 21   | 21   | 16   | 16   | 22   | 27   | 27   | 27   |

## Obecní správa
Při sčítání lidu v letech 1850–1869 Líha byla osadou obce Občov v okrese Příbram. V letech 1870–1909 byla osadou obce Suchodol v okrese Příbram. V letech 1910–1960 byla samostatnou obcí v okrese Příbram. Od 1. července 1960 je opět částí obce Suchodol v okrese Příbram.

## Pamětihodnosti

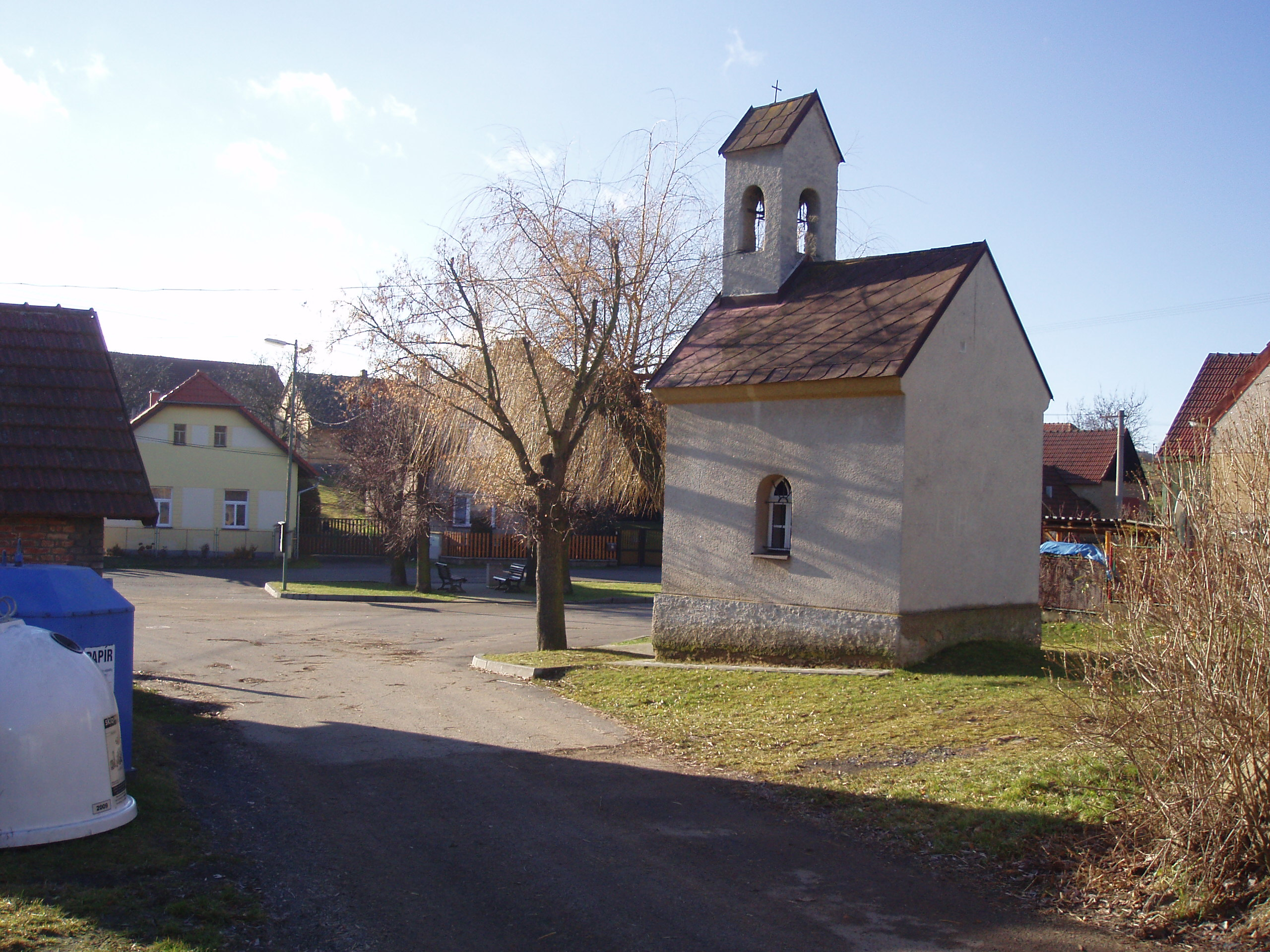
kaple na návsi

- kaple